# نساء محرمات (فلم)
نساء محرمات هو فيلم مصري من إنتاج عام 1959، بطولة صلاح ذو الفقار وهدى سلطان، وإخراج محمود ذو الفقار.

## قصة الفيلم
لم يرزق توفيق المقاول بأي أطفال من زوجته حفيظة، فيقوم بتبني أحمد الذي يقوم بإدارة أعماله فيما بعد، ويرتبط بامرأة لعوب اسمها محاسن، التي تعرف عليها توفيق عن طريق إحدى الخاطبات، وتنشأ علاقة محرمة بين محاسن وأحمد الذي لا يعرف أنها زوجة توفيق، وتتطور الأمور للأسوأ عندما تحمل منه، وعندما تراوده الرغبة في ابنتها ليلى من دون أن يعرف أنها ابنته.

## فريق العمل
- قصة وحوار: أمين يوسف غراب
- سيناريو وإخراج: محمود ذوالفقار
- إنتاج: أفلام الاتحاد (عباس حلمي)
- توزيع: شركة الشرق لتوزيع الأفلام

## طاقم التمثيل
- صلاح ذو الفقار بدور أحمد
- هدى سلطان بدور محاسن
- أمينة رزق بدور حفيظة
- حسين رياض بدور توفيق
- آمال فريد بدور ليلي
- وداد حمدي بدور زكية
- حسين عسر بدور سالم أفندي
- فيفي سعيد بدور حليمة
- محسن حسنين
- حسين إسماعيل